# Hippocampus bargibanti
Hippocampus bargibanti је зракоперка из реда Syngnathiformes и породице морских коњића и морских шила (Syngnathidae).

## Распрострањење
Ареал врсте је ограничен на мањи број држава. Врста има станиште у Аустралији, Индонезији, Филипинима и Папуи Новој Гвинеји.

## Станиште
Станиште врсте су искључиво корали Muricella plectana на дубини 16-40 метара.

## Угроженост
Подаци о распрострањености ове врсте су недовољни.